# Ten huize van
Ten huize van is een Vlaams praatprogramma dat in 1957 voor het eerst op TV1 (Eén) te zien was.
Presentator Joos Florquin bezocht elke aflevering een Bekende Vlaming of Bekende Nederlander en interviewde hem in zijn eigen woning. Hij installeerde zich drie dagen lang in het huis van de persoon in kwestie, terwijl zijn cameraploeg beeldopnames maakte. De meeste geïnterviewden waren afkomstig uit de politieke of culturele wereld. De eerste gast was Gerard Walschap.
In de loop der decennia interviewde Florquin een indrukwekkend aantal personen. De interviews werden achteraf neergeschreven, gebundeld en gepubliceerd in een reeks boeken. Toen Florquin in 1978 overleed werd het programma ook lange tijd stopgezet.
Pas in de jaren 90 verschenen er nieuwe afleveringen rond "Ten huize van", ditmaal met Edward De Maesschalck als interviewer. Vanaf 2003 nam Frieda Van Wijck de presentatie over.

## Meer informatie
- Een alfabetische lijst met alle gasten uit "Ten huize van" en het boeknummer waarin hun interview gepubliceerd staat (https://www.dbnl.org/tekst/flor007tenh18_01/flor007tenh18_01_0014.php)